# Róta
En la mitología nórdica Róta ("La que provoca confusión") era una de las valquirias. Según lo que se relata en Gylfaginning en la Edda prosaica, concurría a los campos de batalla acompañada de otras valquirias como Gunnr y Skuld y elegía quienes debían morir para luego ser conducidos al Valhalla. Aparte de esta fuente, no se brinda información sobre ella en ningún otro texto.
Su nombre aparece en varios kenningars, para "valquira", "cota de malla", "batalla" y "guerrero".